# Tanychorella dubia
Tanychorella dubia är en stekelart som beskrevs av Zhang och Alexandr Rasnitsyn 2003. Tanychorella dubia ingår i släktet Tanychorella och familjen brokparasitsteklar. Inga underarter finns listade i Catalogue of Life.